# Redemption (film, 1917)
Pour les articles homonymes, voir Rédemption (homonymie).
Redemption est un film américain réalisé par Julius Steiger et Joseph A. Golden, sorti en 1917.

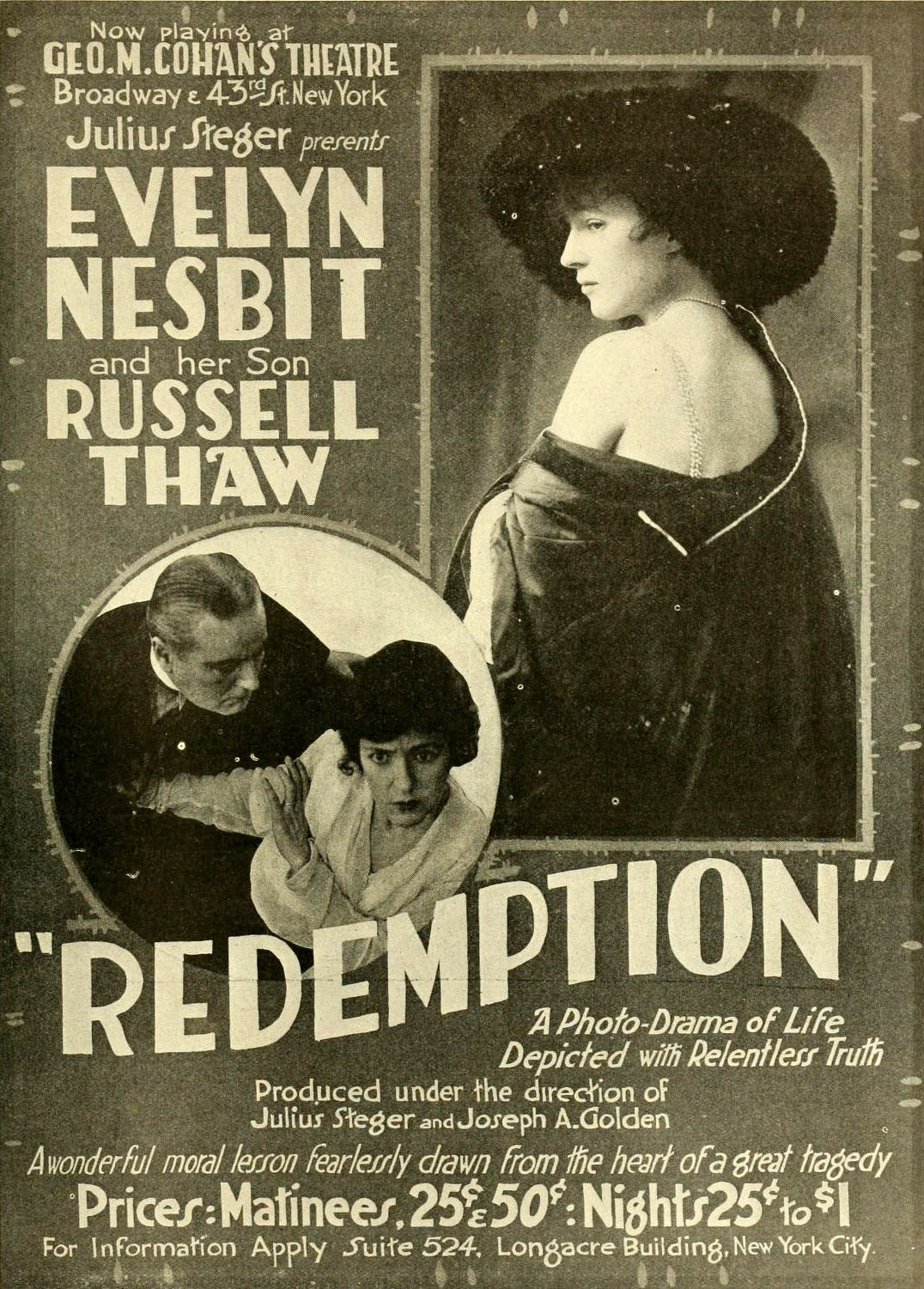
Annonce pour le film dans Moving Picture World.

L'histoire du film a de fortes similitudes avec la vie publique de l'actrice Evelyn Nesbit. Son jeune fils Russell Thaw fait partie de la distribution.

## Fiche technique
- Réalisation : Julius Steiger et Joseph A. Golden
- Scénario : John Stanton (scénario), Julius Steiger (intertitres)
- Photographie : 	John Urie
- Distributeur : Triumph Film Corporation
- Durée : 60 minutes
- Date de sortie : 2 juin 1917

## Distribution
- Evelyn Nesbit : Alice Loring (créditée Evelyn Nesbit Thaw)
- Russell Thaw : Harry Loring
- Charles Wellesley : Stephen Brooks
- Mary Hall : la femme de Brooks
- William Clark : Robert, leur fils
- Joyce Fair : Grace leur fille
- Edward Lynch : Thomas Loring
- George Clarke : Harry (15 années plus tard)
- Marie Reichardt : Mrs. Collins